# Punāsa
Punāsa är en ort i Indien.   Den ligger i distriktet East Nimār och delstaten Madhya Pradesh, i den centrala delen av landet, 700 km söder om huvudstaden New Delhi. Punāsa ligger 278 meter över havet och antalet invånare är 350 000.
Terrängen runt Punāsa är huvudsakligen platt. Punāsa ligger uppe på en höjd. Runt Punāsa är det ganska tätbefolkat, med 239 invånare per kvadratkilometer. Det finns inga andra samhällen i närheten. Trakten runt Punāsa består till största delen av jordbruksmark.